# Tlogorejo (Purwodadi)
Tlogorejo is een bestuurslaag in het regentschap Purworejo van de provincie Midden-Java, Indonesië. Tlogorejo telt 962 inwoners (volkstelling 2010).